# Iphiaulax sibanensis
Iphiaulax sibanensis är en stekelart som beskrevs av Cameron 1904. Iphiaulax sibanensis ingår i släktet Iphiaulax och familjen bracksteklar. Inga underarter finns listade i Catalogue of Life.